# 康熙奉
康 熙奉（カン ヒボン、1954年 - ）は、在日韓国人二世の作家。「愛してるっ韓国ドラマ」の編集長。日韓のサッカー交流関係、韓国のスポーツ事情、アイドル、映画・ドラマの俳優などに詳しい。

## 来歴
東京生まれ。両親が韓国・済州島出身の在日韓国人二世。本貫は信川康氏。東洋大学工学部建築学科及び日本大学文理学部史学科卒業。 朝鮮半島の歴史・文化・社会問題や日韓関係を描いた著作が多い。現在は韓流エンタメ総合誌『愛してるっ!!韓国ドラマ』（隔月刊）（TOKIMEKIパブリッシング）の編集長を務めている。

## 著書
- 『日韓サッカー激闘史』（学習研究社）
- 『あなたを忘れない』（早稲田出版）
- 『在日はなぜスポーツに強いのか』（ベストセラーズ）
- 『韓国ふるさと街道をゆく』『ソウル中毒』（以上、スリーエーネットワーク）
- 『人はなぜペ・ヨンジュンに惹かれるのか』『日本のコリアをゆく』『実録！朝鮮王朝物語』（以上、TOKIMEKIパブリッシング）
- 『夢見る韓流』（右文書院）
- 『韓国の徴兵制』（双葉社）
- 『知れば知るほど面白い朝鮮王朝の歴史と人物』『知れば知るほど面白い古代韓国の歴史と英雄』『知れば知るほど面白い朝鮮王宮王妃たちの運命』『朝鮮王朝の歴史はなぜこんなに面白いのか』（以上、実業之日本社）など。